# ميغان كيلسو
ميغان كيلسو (بالإنجليزية: Megan Kelso)‏ هي رسامة توضيحية أمريكية، ولدت في 1968 في سياتل في الولايات المتحدة.

## وصلات خارجية
- الموقع الرسمي